# Porsgölen (Godegårds socken, Östergötland)
Porsgölen är en sjö i Motala kommun i Östergötland och ingår i Motala ströms huvudavrinningsområde. Sjöns area är 0,024 kvadratkilometer och den befinner sig 130 meter över havet.